# Biblioteca Powell
La biblioteca Powell es la biblioteca de la universidad principal de licenciatura en el campus de la Universidad de California en Los Ángeles (UCLA). Fue construida desde 1926 hasta 1929  y fue uno de los primeros cuatro edificios que formaban el campus de UCLA en el periodo inicial de la vida de la universidad.
El nombre proviene de Lawrence Clark Powell, el bibliotecario de la Universidad de UCLA desde 1944 hasta 1961 y Decano de la Escuela de Graduados en Servicio de la Biblioteca desde 1960 a 1966. Es parte del sistema de la Biblioteca extensa de UCLA. La Escuela de Posgrado de Bibliotecología y Ciencias de la Información, como GSLS se supo más tarde, se encontraba desde hace muchos años en el extremo occidental de la planta superior. Contiene aproximadamemte 11 000 volúmenes sobre arte estadounidense de los siglos XVII hasta XIX.
La entrada de la biblioteca está adornado con mosaicos, uno de los cuales representa a dos hombres que sostienen un libro que lleva la frase de Marco Tulio Cicerón «Haec studia adulescentiam alunt, senectutem oblectant». Esto se puede traducir como «Estudiar en la juventud sostiene el deleite en la vejez», una sentencia apropiada para la vasta colección de los estudiantes de pregrado.